# Strange affair
Strange affair is een muziekalbum van Wishbone Ash. Na de reünie, ingezet met Nouveau calls, vertrok Steve Upton, Wishbone Ash-lid van het eerste uur. Hij werd in eerste instantie vervangen door Bobbie France, maar Ray Weston werd de nieuwe drummer van de band. Het album is opgenomen in de Ivy Lane Farm in Buckinghamshire. Na dit album vertrok ook Martin Turner    

## Musici
- Andy Powell – gitaar, zang
- Ted Turner – gitaar, zang
- Martin Tuner – basgitaar, zang
- Bobbie France (3, 4,9) en Ray Weston – slagwerk en percussie

met
- Rick Pentelow – baritonsaxofoon op (1)
- Lisa Porter – achtergrondzang (3)
- Rod Lynton – toetsinstrumenten op (5)

## Muziek
| Nr. | Titel                              | Duur |
| --- | ---------------------------------- | ---- |
| 1.  | Strange affair (Powell, Andy Pyle) | 4:19 |
| 2.  | Wings of desire (Powell, Lynton)   | 3:51 |
| 3.  | Renegade (Powell)                  | 3:55 |
| 4.  | Dream train (Powell)               | 5:00 |
| 5.  | Some conversation (Matt Irving)    | 4:18 |
| 6.  | Say you will (Ted Turner)          | 4:07 |
| 7.  | Rollin’ (Ted Turner)               | 3:56 |
| 8.  | You (Martin Turner)                | 3:51 |
| 9.  | Hard times (Powell)                | 3:03 |
| 10. | Standing in the rain (Ted Turner)  | 5:38 |